# 庵上石坊
庵上石坊，位于山东省潍坊市安丘市庵上镇庵上村，是中华人民共和国山东省文物保护单位之一。
1992年6月12日，授予山东省文物保护单位，是一座古建筑及历史纪念建筑。